# Mối đe dọa hạt nhân trong cuộc xâm lược của Nga tại Ukraina
Trong thời kỳ Nga xâm lược Ukraina năm 2022, khả năng Nga sử dụng vũ khí hạt nhân chiến thuật và nguy cơ leo thang hạt nhân rộng hơn, đã được các nhà bình luận và phương tiện truyền thông thảo luận rộng rãi. Một số chính trị gia cấp cao của Nga, bao gồm tổng thống Vladimir Vladimirovich Putin và ngoại trưởng Sergey Viktorovich Lavrov, đã đưa ra một số tuyên bố được nhiều người coi là đe dọa sử dụng vũ khí hạt nhân.
Ngoài ra, việc Nga chiếm đóng Nhà máy điện hạt nhân Zaporizhzhia đã dẫn đến cuộc khủng hoảng về sự an toàn của nhà máy và nguy cơ xảy ra thảm họa hạt nhân.

## Tuyên bố của Nga
Bốn ngày sau khi phát động cuộc xâm lược Nga, vào ngày 28 tháng 2, Tổng thống Putin đã ra lệnh cho các lực lượng hạt nhân của Nga chuyển sang "chế độ tác chiến đặc biệt", tình trạng báo động cao.
Nga đã thực hiện vụ phóng thử đầu tiên RS-28 Sarmat, một loại tên lửa đạn đạo xuyên lục địa (ICBM) tầm xa mới. Ông Putin cho biết tên lửa mới có thể đánh bại bất kỳ hệ thống phòng thủ tên lửa nào và nó sẽ khiến các quốc gia đe dọa Nga phải "suy nghĩ lại".
Vào ngày 24 tháng 4, dường như phản ứng lại cuộc họp của ngoại trưởng Hoa Kỳ Antony Blinken với Zelenskyy ở Kyiv vào ngày 23 tháng 4, ngoại trưởng Nga Sergey Viktorovich Lavrov đã tuyên bố rằng sự hỗ trợ thêm của Ukraine có thể gây ra căng thẳng có thể dẫn đến một kịch bản Thế chiến III liên quan đến kho vũ khí đầy đủ của Nga. Một ngày sau những bình luận của Ngoại trưởng Lavrov, CNBC đưa tin rằng Bộ trưởng Hoa Kỳ Lloyd Austin đã gọi những lời hùng biện về chiến tranh hạt nhân của Nga là "nguy hiểm và vô ích".
Dường như phản ứng lại việc Đức triển khai xe tăng vũ trang tới Ukraina, ông Putin đã tuyên bố tại hội đồng lập pháp chính của Nga rằng Nga sẽ đáp trả bất kỳ hành động khiêu khích quân sự nào từ bên ngoài Ukraina bằng các hành động khẩn cấp chỉ có thể với kho vũ khí hạt nhân duy nhất của Nga. Thư ký báo chí Lầu Năm Góc John Kirby đã gọi khẳng định của Putin về hiệu lực hạt nhân là trái với tiến trình giải quyết hòa bình cuộc xung đột hiện nay ở Ukraina.
Vào ngày 29 tháng 5, sau khi bác bỏ những cáo buộc chống lại Nga liên quan đến hành động tàn bạo ở Bucha, đại sứ Nga tại Vương quốc Anh, Andrey Vladimirovich Kelin, cho biết trong một cuộc phỏng vấn với BBC rằng ông không tin rằng Nga sẽ sử dụng vũ khí hạt nhân chiến thuật ở Ukraina cho đến khi chủ quyền của Nga bị đe dọa.
Vào ngày 21 tháng 9, trong khi tuyên bố tổng động viên một phần lính nghĩa vụ, Putin nói rằng Nga "sẽ sử dụng tất cả các phương tiện theo ý của chúng tôi"—được nhiều người hiểu là mối đe dọa sử dụng vũ khí hạt nhân—để bảo vệ lãnh thổ của đất nước.

## Phản ứng quốc tế
Vào ngày 14 tháng 4, The New York Times  báo cáo bình luận của giám đốc CIA William Burns, người nói rằng "sự tuyệt vọng tiềm tàng" có thể khiến Tổng thống Putin ra lệnh sử dụng trong số các vũ khí hạt nhân chiến thuật. Vào ngày 23 tháng 5, nhà ngoại giao Nga Boris Bondarev đã từ chức và đưa ra lời chỉ trích về cuộc xâm lược, chỉ ra quan điểm của Lavrov về khả năng sử dụng vũ khí hạt nhân của Nga: "Trong 18 năm, ông ấy (Lavrov) đã từ một chuyên gia và trí thức uyên bác... cho một người liên tục phát đi những tuyên bố mâu thuẫn và đe dọa thế giới bằng vũ khí hạt nhân!" Thủ tướng Nhật Bản Fumio Kishida tuyên bố rằng Nhật Bản sẽ hỗ trợ thảo luận quốc tế hơn nữa về Nga và các mối đe dọa vũ khí hạt nhân của nước này trong cuộc xâm lược Ukraine tại cuộc họp không phổ biến vũ khí hạt nhân diễn ra vào tháng 8 tới. Vào ngày 20 tháng 6, "Hội nghị về tác động nhân đạo của vũ khí hạt nhân" đã khai mạc tại Vienna để thảo luận về tác động thảm khốc tiềm tàng của vũ khí hạt nhân trong bối cảnh lo ngại về việc Nga có thể sử dụng vũ khí hạt nhân trong cuộc xâm lược Ukraine năm 2022.
Vào ngày 4 tháng 5, Thượng viện Hoa Kỳ đã tổ chức "Phiên điều trần về sự sẵn sàng cho hạt nhân trong bối cảnh Chiến tranh Nga–Ukraine", nơi Đô đốc Charles A. Richard tuyên bố rằng khả năng phòng thủ bộ ba hạt nhân hiện tại của Hoa Kỳ đang hoạt động ở mức tối thiểu có thể chấp nhận được. mức năng lực hoạt động, với kho dự trữ của Nga và kho dự trữ của Trung Quốc hiện lớn hơn của Mỹ. Vào ngày 6 tháng 5, phát ngôn viên Bộ Ngoại giao Nga Alexei Zaitsev tuyên bố rằng Nga sẽ không sử dụng vũ khí hạt nhân ở Ukraine, mô tả việc sử dụng chúng là "không áp dụng cho hoạt động quân sự đặc biệt của Nga.".
Vào ngày 1 tháng 7, trong chuyến thăm của Ngoại trưởng Lavrov tới Belarus, tổng thống Belarus Alexander Lukashenko đã chỉ ra rằng ủng hộ Moscow sử dụng vũ khí hạt nhân trước các mối đe dọa rộng lớn của quyền bá chủ phương Tây đối với Nga và các đồng minh của họ trong cuộc xung đột ở Ukraina.